# Epixanthus subcorrosus
Epixanthus subcorrosus is een krabbensoort uit de familie van de Oziidae. De wetenschappelijke naam van de soort is voor het eerst geldig gepubliceerd in 1891 door de Man.